# آلیوال، تاران تاران
آلیوال، تاران تاران (به انگلیسی: Aliwal, Taran Taran) یک منطقهٔ مسکونی در هند است که در پنجاب (هند) واقع شده‌است.